# Natasja Vermeer
Natasja Vermeer (1973) es una modelo y actriz pornográfica holandesa. Vermeer es conocida por haber sido la protagonista de la serie de películas Emmanuelle The Private Collection entre 2004 y 2006. Además es compositora y cantante y personalmente se encargó de grabar dos canciones de la banda sonora de las películas. También apareció en una película llamada Private Moments, en 2005.
Es defensora de los derechos de los animales y posó desnuda en contra del uso de pieles para la campaña de 2008 de PETA Europa.

## Filmografía

### Emmanuelle Private Collection
- Emmanuelle vs. Dracula (2004)
- Emmanuelle Private Collection: Sex Talk (2004)
- Emmanuelle Private Collection: The Sex Lives of Ghosts (2004)
- Emmanuelle Private Collection: Sexual Spells (2004)
- Private Moments (2005)
- Emmanuelle Private Collection: The Art of Ecstasy (2006)
- Emmanuelle Private Collection: Jesse's Secrets Desires (2006)
- Emmanuelle Tango (2006)